# 阇弥尼

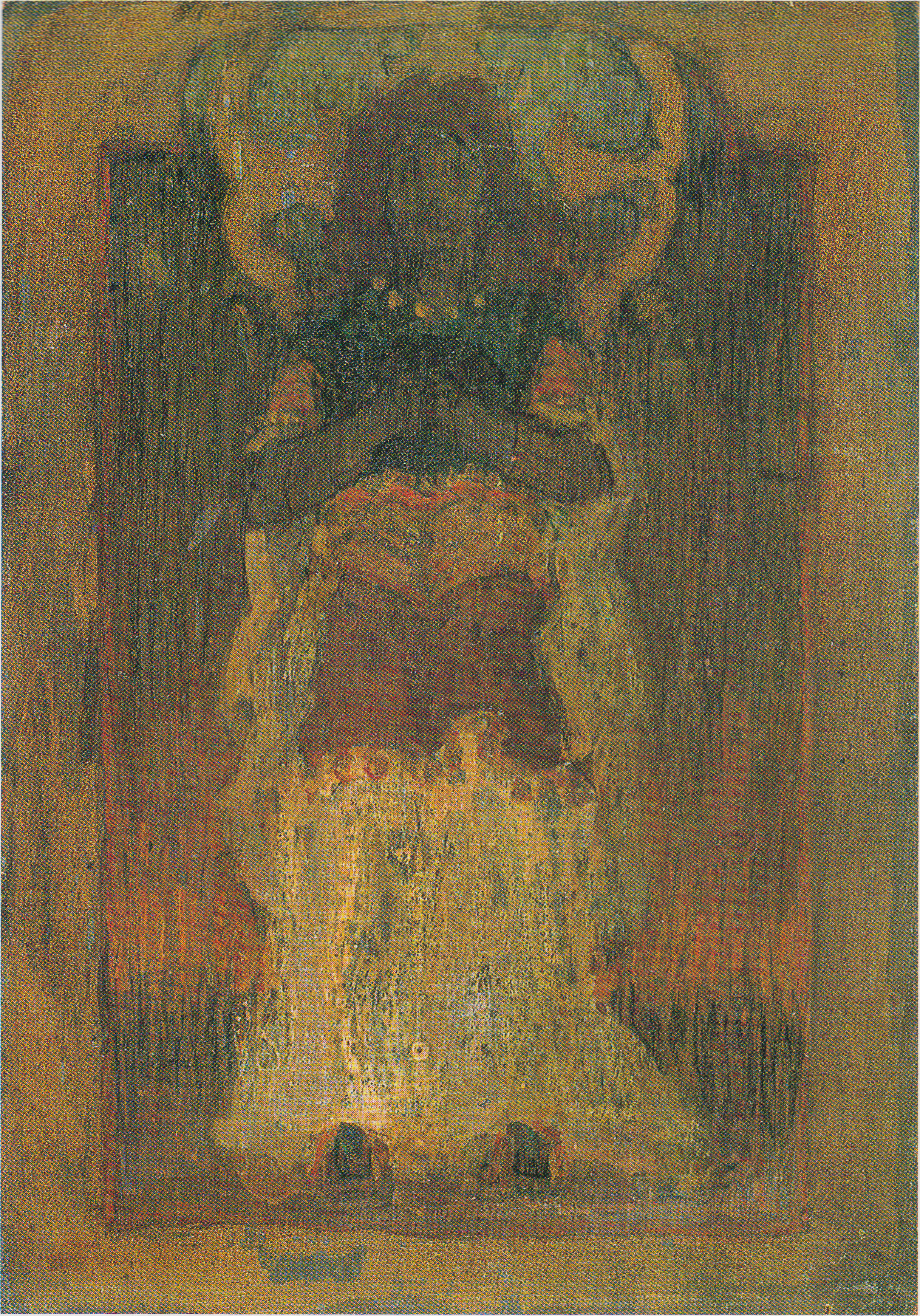
近代日本画家青木繁的肖像作品《闍威弥尼》，即阇弥尼，作于1903年

阇弥尼），一译遮弥尼、耆米尼、賈伊米尼等，是印度古代哲学家，具体生卒年不详，大致生活在公元前4世纪至公元前2世纪左右。他是弥曼差派的创立者，该派为古代印度正统哲学思想六派之一。作有《弥曼差经》及《阇弥尼经》。从作品内容来看，他特别重视《吠陀》经典中的祭祀。阇弥尼仙人还被认为是史诗《摩诃婆罗多》的版本之一《阇弥尼婆罗多》（Jaimini Bharata）的作者。